# Max Jakobson
Max Jakobson (født 30. september 1923 i Vyborg, Finland, død 9. marts 2013 i Helsinki) var en finsk journalist, diplomat, politiker og forfatter.

## Karriere
Han begyndte at arbejde som journalist ved BBC's finsksprogede redaktion efter krigsafslutningen i 1945. Han havde under krigen deltaget i forsvaret af Finland på det Karelske næs. Derefter gik han i avisen Uusi Suomis tjeneste og arbejdede som dennes korrespondent i London 1948–1953. Han kom derefter til det finske udenrigsministerium, hvor han virkede i årene 1953–1974. Under sin tid i udenrigsministeriet var han blandt andet chef i den politiske afdeling 1962–1965 og Finlands ambassadør i Stockholm 1972-1974. Efter sin diplomatiske karriere gik han over til en karriere i forretningslivet, hvor han var virksom til 1984. Efter Estlands selvstændighed blev han formand for en international kommission til undersøgelse af forbrydelser mod menneskeheden udøvet under den nazistiske og kommunistiske besættelse af landet.
Max Jakobson tilhørte i lang tid præsident Urho Kekkonens inderkreds. På grund af sit flydende engelsk fungerede Jakobson som præsidentens personlige tolk og rådgiver under mange statsbesøg. Han var tillige den eneste person, hvis kritik og synspunkter præsident Kekkonen tog til sig.
Max Jakobson var i 1971 kandidat til posten som FNs generalsekretær, men blev angiveligt vraget på grund af modstand fra Sovjetunionen.
Trods en lang karriere i magtens korridorer holdt Max Jakobson sig altid uden for de politiske partier.